# Club2020 (album)
club2020 – album studyjny polskiej hip-hopowej supergrupy club2020, wydany 10 marca 2023 nakładem wydawnictwa 2020. Stanowi grupowy projekt artystów związanych z wytwórnią. Materiał powstawał w Plenum, specjalnie w tym celu zaaranżowanej przestrzeni w Stoczni Gdańskiej. Premierę albumu poprzedziła publikacja sześcioodcinkowej serii filmów dokumentujących jego nagrywanie.
W przedsprzedaży na stronie internetowej 2020 album został wydany w zestawie z dodatkową płytą club2020 Mixtape, niedostępną w standardowej sprzedaży. Jej premiera w sprzedaży cyfrowej i serwisach strumieniowych odbyła się 30 marca 2023.
30 czerwca 2023 odbył się koncert clubu2020 na Open’er Festivalu w Gdyni. Członkowie grupy zapowiedzieli, że będzie to ich jedyny wspólny występ.

## Wykonawcy
- Avi
- CatchUp
- Dwa Sławy

- Astek
- Rado Radosny

- Dziarma
- Gruby Mielzky
- Hałastra

- Książę Mazowiecki
- Kwiatek Haze

- Kukon
- Łajzol
- Margaret
- Miły ATZ
- Oki
- Otsochodzi
- Pers
- PRO8L3M

- Oskar83
- Steez83

- schafter
- Szczyl
- Taco Hemingway
- Young Igi
- Young Leosia

## Lista utworów
| Lista utworów na albumie | Lista utworów na albumie | Lista utworów na albumie | Lista utworów na albumie | Lista utworów na albumie |
| Nr                       | Tytuł utworu             | Wykonawcy | Produkcja muzyczna       | Długość                  |
| ------------------------ | ------------------------ | --- | ------------------------ | ------------------------ |
| 1.                       | „club2020”               | Oki, Young Igi, Otsochodzi, CatchUp, Taco Hemingway | CatchUp                  | 2:04                     |
| 2.                       | „No weź”                 | Oki, Young Igi, Taco Hemingway, Young Leosia | PSR                      | 2:37                     |
| 3.                       | „Vertigo”                | Hałastra, Dwa Sławy, Margaret, Taco Hemingway | Odys                     | 3:01                     |
| 4.                       | „Landlord”               | Otsochodzi, Oki, Young Igi, schafter | @atutowy                 | 3:10                     |
| 5.                       | „Malibu Barbie”          | Taco Hemingway, Young Leosia, Otsochodzi, Oki, Dwa Sławy, Gruby Mielzky                                                                                             | FRBEATZ x TAYRIQ         | 3:09                     |
| 6.                       | „Deszcz”                 | Otsochodzi, Taco Hemingway, Margaret, schafter, CatchUp, Dwa Sławy, Gruby Mielzky                                                                                   | HVLL, SHDØW              | 3:58                     |
| 7.                       | „Wszystko gra”           | Young Igi, Oki, Young Leosia, CatchUp, Łajzol | @atutowy                 | 3:17                     |
| 8.                       | „Przypływ”               | Oskar83, Avi, Gruby Mielzky | @atutowy                 | 3:35                     |
| 9.                       | „A mówiłem Ci”           | Otsochodzi, Young Leosia, Hałastra, Gruby Mielzky | HVLL                     | 3:31                     |
| 10.                      | „Tak naprawdę”           | PRO8L3M, Łajzol, Hałastra, Avi, Taco Hemingway, Dwa Sławy, Gruby Mielzky                                                                                            | Steez83                  | 4:11                     |
| 11.                      | „Late Night Show”        | Oki, Margaret, Dwa Sławy, schafter | @atutowy                 | 3:04                     |
| 12.                      | „Ciepło – zimno”         | Youngi Igi, Dziarma | kusha, Suwal             | 2:44                     |
| 13.                      | „Ej, mała!”              | Oki, Otsochodzi, Taco Hemingway, Young Igi | Yoni                     | 2:58                     |
| 14.                      | „Candy flip”             | Dziarma, Margaret, Young Leosia | kusha, Suwal             | 3:11                     |
| 15.                      | „Gdzie jest moje co?”    | Hałastra, Pers, Astek | Odys                     | 2:39                     |
| 16.                      | „Zadzwonię później”      | Oki, Young Igi, Young Leosia | @atutowy                 | 4:18                     |
| 17.                      | „100k euro”              | Hałastra, Kukon, schafter, Łajzol | HVLL, Miroff             | 3:30                     |
| 18.                      | „CYPHER2022”             | Taco Hemingway, Oki, Otsochodzi, Young Igi, Łajzol, Gruby Mielzky, Hałastra, Kukon, Dwa Sławy, Young Leosia, CatchUp, Margaret, schafter, Dziarma, Szczyl, Miły ATZ | @atutowy                 | 3:10                     |
|                          |                          | |                          | 58:07                    |

### club2020 Mixtape
| Lista utworów na albumie club2020 Mixtape | Lista utworów na albumie club2020 Mixtape | Lista utworów na albumie club2020 Mixtape                                            | Lista utworów na albumie club2020 Mixtape | Lista utworów na albumie club2020 Mixtape |
| Nr                                        | Tytuł utworu                              | Wykonawcy                                                                            | Produkcja muzyczna                        | Długość                                   |
| ----------------------------------------- | ----------------------------------------- | ------------------------------------------------------------------------------------ | ----------------------------------------- | ----------------------------------------- |
| 1.                                        | „Dwa zero, dwa zero”                      | Astek, Taco Hemingway, Gruby Mielzky, Szczyl                                         | @atutowy                                  | 3:41                                      |
| 2.                                        | „Nakaz”                                   | Young Igi, CatchUp, Young Leosia, Łajzol                                             | Odys                                      | 2:52                                      |
| 3.                                        | „Plus 1”                                  | Dwa Sławy, CatchUp                                                                   | Odys                                      | 2:34                                      |
| 4.                                        | „Tr△jkąt”                                 | Miły ATZ, Hałastra, Dwa Sławy, Taco Hemingway, schafter, Gruby Mielzky, Pers, Szczyl | Returners                                 | 3:20                                      |
| 5.                                        | „Daj k***** miodu”                        | Dwa Sławy, Margaret, Pers                                                            | Odys                                      | 3:21                                      |
| 6.                                        | „Zróbmy taki numer”                       | Dwa Sławy, Gruby Mielzky, Łajzol                                                     | Skrywa                                    | 3:00                                      |
| 7.                                        | „Atut Fantastic”                          | CatchUp, Astek, Pers, Miły ATZ                                                       | @atutowy                                  | 2:50                                      |
| 8.                                        | „O.N.A.”                                  | Taco Hemingway, Otsochodzi, schafter                                                 | luokhan                                   | 2:49                                      |
|                                           |                                           |                                                                                      |                                           | 24:27                                     |

## Pozycje albumów na listach przebojów
| Notowanie                | Najwyższa pozycja |       |
| ------------------------ | ----------------- | ----- |
| OLiS                     | 1                 | [ 6 ] |
| OLiS – albumy w streamie | 1                 | [ 7 ] |
| OLiS – albumy fizycznie  | 1                 | [ 8 ] |

| Notowanie                | Najwyższa pozycja |        |
| ------------------------ | ----------------- | ------ |
| OLiS                     | 5                 | [ 9 ]  |
| OLiS – albumy w streamie | 3                 | [ 10 ] |
| OLiS – albumy fizycznie  | 8                 | [ 11 ] |

| Notowanie                | Najwyższa pozycja |        |
| ------------------------ | ----------------- | ------ |
| OLiS                     | 8                 | [ 12 ] |
| OLiS – albumy w streamie | 8                 | [ 13 ] |
| OLiS – albumy fizycznie  | 19                | [ 14 ] |

| Notowanie                | Najwyższa pozycja |        |
| ------------------------ | ----------------- | ------ |
| OLiS                     | 21                | [ 15 ] |
| OLiS – albumy w streamie | 6                 | [ 16 ] |

## Pozycje utworów na listach przebojów
| „club2020”                                              | 17 | 5   | 7 |
| „No weź”                                                | 2  | 3   | — |
| „Vertigo”                                               | 35 | 46  | — |
| „Landlord”                                              | 4  | 3   | — |
| „Malibu Barbie”                                         | 2  | 1   | 1 |
| „Deszcz”                                                | 29 | 26  | — |
| „Wszystko gra”                                          | 29 | 42  | — |
| „Przypływ”                                              | 14 | 13  | — |
| „A mówiłem Ci”                                          | 63 | 66  | — |
| „Tak naprawdę”                                          | 17 | 14  | — |
| „Late Night Show”                                       | 37 | 50  | — |
| „Ciepło – zimno”                                        | 47 | 54  | — |
| „Ej, mała!”                                             | 11 | 9   | — |
| „Candy flip”                                            | 68 | 59  | — |
| „Gdzie jest moje co?”                                   | —  | 129 | — |
| „Zadzwonię później”                                     | 71 | 97  | — |
| „100k euro”                                             | 29 | 30  | — |
| „CYPHER2022”                                            | 12 | 9   | — |
| „Dwa zero, dwa zero”                                    | —  | 116 | — |
| „Nakaz”                                                 | —  | 119 | — |
| „O.N.A.”                                                | —  | 142 | — |
| „—” oznacza, że utwór nie był notowany na danej liście. |    |     |   |

| Notowanie                | Utwór           | Najwyższa pozycja | Źr.    |
| ------------------------ | --------------- | ----------------- | ------ |
| OLiS – single w streamie | „club2020”      | 71                | [ 20 ] |
| OLiS – single w streamie | „No weź”        | 50                | [ 20 ] |
| OLiS – single w streamie | „Landlord”      | 74                | [ 20 ] |
| OLiS – single w streamie | „Malibu Barbie” | 2                 | [ 20 ] |

| Notowanie                | Utwór           | Najwyższa pozycja | Źr.    |
| ------------------------ | --------------- | ----------------- | ------ |
| OLiS – single w streamie | „Malibu Barbie” | 8                 | [ 21 ] |

## Certyfikaty sprzedaży

### Album
| Certyfikat         | Liczba egzemplarzy | Data                 |
| ------------------ | ------------------ | -------------------- |
| złota płyta        | 15 000             | 22 marca 2023        |
| platynowa płyta    | 30 000             | 19 kwietnia 2023     |
| 2× platynowa płyta | 60 000             | 25 października 2023 |

### Utwory
| Utwór           | Certyfikat         | Liczba egzemplarzy | Data                 |
| --------------- | ------------------ | ------------------ | -------------------- |
| „club2020”      | złota płyta        | 25 000             | 22 marca 2023        |
| „club2020”      | platynowa płyta    | 50 000             | 18 października 2023 |
| „No weź”        | złota płyta        | 25 000             | 24 maja 2023         |
| „No weź”        | platynowa płyta    | 50 000             | 24 stycznia 2024     |
| „Landlord”      | złota płyta        | 25 000             | 5 lipca 2023         |
| „Landlord”      | platynowa płyta    | 50 000             | 24 stycznia 2024     |
| „Malibu Barbie” | złota płyta        | 25 000             | 22 marca 2023        |
| „Malibu Barbie” | platynowa płyta    | 50 000             | 19 kwietnia 2023     |
| „Malibu Barbie” | 2× platynowa płyta | 100 000            | 20 września 2023     |
| „Malibu Barbie” | 3× platynowa płyta | 150 000            | 24 stycznia 2024     |
| „Malibu Barbie” | 4× platynowa płyta | 200 000            | 25 września 2024     |
| „Przypływ”      | złota płyta        | 25 000             | 24 stycznia 2024     |
| „Tak naprawdę”  | złota płyta        | 25 000             | 20 września 2023     |
| „Ej, mała!”     | złota płyta        | 25 000             | 20 września 2023     |
| „Ej, mała!”     | platynowa płyta    | 50 000             | 25 września 2024     |
| „CYPHER2022”    | złota płyta        | 25 000             | 25 września 2024     |